# Ljudevít Posávský
Ljudevít Posávský (latinsky Liudewitus) byl mezi léty 818 a 823 kníže Slovanů v Dolní Panonii mezi řekami Sávou a Drávou v dnešním Slovinsku a Chorvatsku. Za sídelní město jeho panství je považován Sisak Jako vládce panonských Slovanů pozvedl odpor proti franskému vlivu v oblasti. Poté, co bylo jeho povstání proti Frankům potlačeno, uprchl na jih, pravděpodobně do Dalmácie, nejprve do nejmenovaného srbského knížectví (což je předmětem debat historiků), a poté ke knížeti dalmátských Chorvatů Ljudomyslovi, který ho nechal úkladně zavraždit.

## Vzpoura proti franské říši
Ljudevít se poprvé objevil v historických pramenech v roce 818, kdy poslal do Herstalu své vyjednavače k císaři Ludvíkovi Pobožnému. Stěžoval si na krutý útlak způsobovaný furlanským správcem Kadolahem (kterému podléhal) a jeho lidmi v Panonii, ale Ludvík odmítl proti Kadolahovi jakkoli zasáhnout. Ljudevít se poté, co byl naopak před Franky v roce 819 vážně obviněn z pokusu o odpadlictví, vzbouřil. Císař Ludvík vyslal v létě 819 Kadolaha povstání potlačit. Kadolahovo vojsko vpadlo na Ljudevítovo území ale kromě terorizování místního obyvatelstva ničeho nedosáhlo. Protože panonští Slované začali proti Frankům sbírat svá vojska, Kadolah se se svou armádou ještě v roce 819 začal stahovat. Přesto byly franské oddíly poraženy a sám Kadolah se vrátil zpět do Furlanska, kde zanedlouho na následky horečky zemřel.
Ljudevítovi vyslanci nabídli na říšském sněmu konaném v červenci 819 v Ingelheimu císaři uzavření míru, ale Ludvík na Ljudevítovy podmínky nepřistoupil a striktně vyžadoval jeho úplné podrobení. V této situaci začal Ljudevít hledat podporu okolních slovanských kmenů. Našel ji mezi sousedními Karantánci a některými Slovany v Karniole, kteří byli podobně jako ti v Panonii ohrožováni z furlanského pohraničí Franky. K Ljudevítovi se připojili i Timočané původně sídlící v okolí řeky Timoku, odkud se před tlakem sousedních Bulharů za chána Omurtaga někdy před rokem 818 odstěhovali do blízkého pohraničí franské říše. Nepřipojil se k němu Borna, kníže kmene Gadčanů, který získal příslib jmenování franským hrabětem v Panonii, pokud vojensky vystoupí proti Ljudevítovi, a ani Ljudevítův vlastní tchán Drahomysl.
Zatímco Ljudevít soustřeďoval za Drávou oddíly Karantánců, vytáhlo proti němu na podzim téhož roku franské vojsko pod velením Kadolahova nástupce, furlanského hraběte Baldericha. Frankové využili své početní převahy, vytlačili Ljudevíta z Karnioly za řeku Drávu a on se poté takticky stáhl do centra svého knížectví. Balderich ho nepronásledoval a dal přednost pacifikaci odpadlých Karantánců. Z jihozápadu ale přitáhlo vojsko Borny doprovázeného Drahomyslem. V průběhu bitvy, která se strhla na řece Kupě, přeběhli Bornovi Gadčané na Ljudevítovu stranu a Drahomysl v řeži padl. Sám Borna se zachránil z bitevního pole útěkem jen díky své osobní gardě.
Ljudevít svého vítězství využil k tomu, aby v prosinci vtrhl do Dalmácie a vydrancoval ji. Bornovy síly byly po porážce u Kupy příliš slabé, takže se v Dalmácii bránil jen drobnou záškodnickou válkou, a tím Ljudevítova vojska vyčerpával. Nastávající tuhá zima donutila Ljudevíta se z hor stáhnout. Borna si pak opět podmanil své Gadčany a v dopise císaři Ludvíkovi se pochlubil, že Ljudevítovi způsobil ztrátu 3 000 bojovníků, přes 300 koní a velkého množství zásob.

## Pokračování války

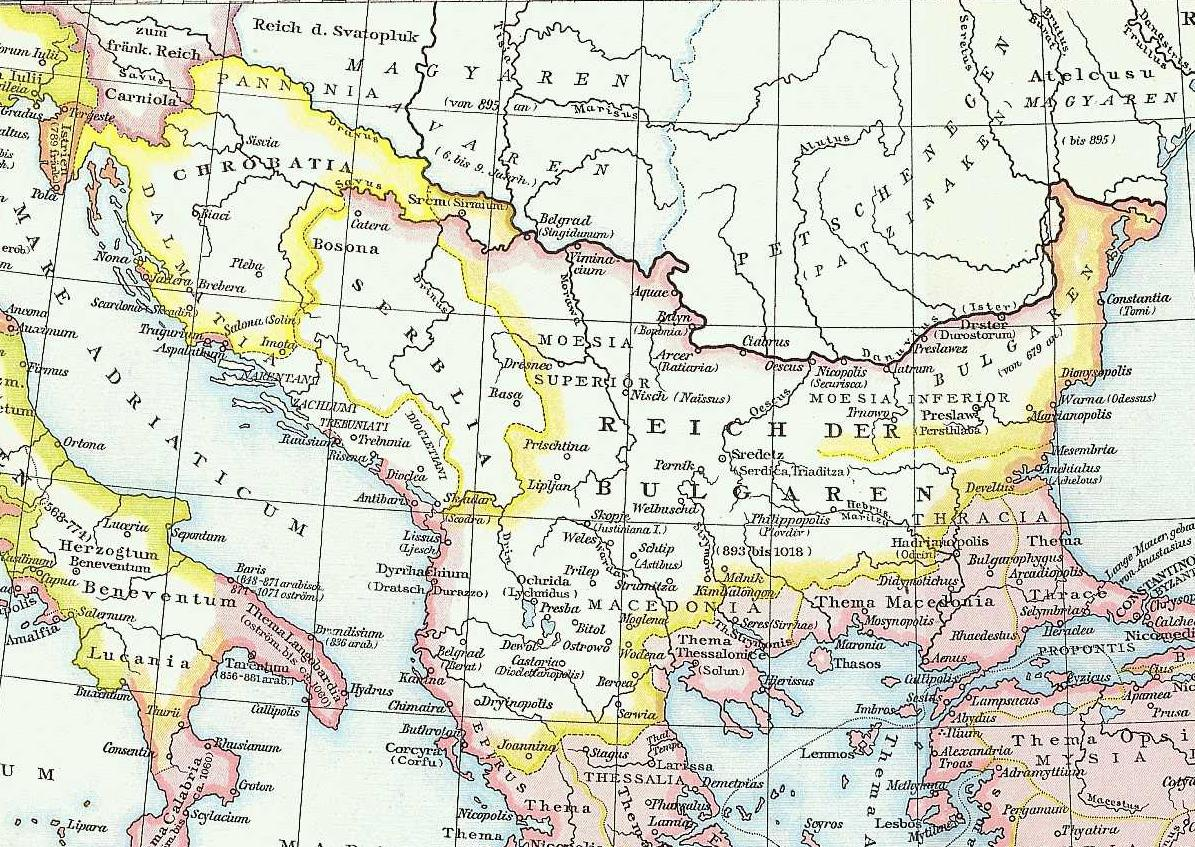
Balkán v 9. století

V lednu 820 v Cáchách Borna s císařem Ludvíkem spojenectví potvrdili a naplánovali Ljudevítovo povstání rozdrtit spojeným útokem ze tří stran. S koncem zimy se začaly shromažďovat velké franské oddíly z Itálie, Austrasie, Bavorska, Saska a Švábska, které pak měly na jaře vtrhnout na Ljudevítovo území.
Severní franský proud vytáhl z Bavorska, prošel horní Panonií a hodlal překročit Drávu, ale Ljudevít ho na této řece úspěšně zastavil. Jižní proud pod velením Ludvíkova syna Lothara postupoval z Itálie přes Alpy po staré římské silnici z Aquileie do Emony. I proti němu byl Ljudevít úspěšný, zastavil ho ještě dříve než Alpy překročil a uštědřil mu zahanbující porážku. Prostřední kolona vyrazila z Karantánie do Karnioly. Ljudevít se ji pokusil třikrát zastavit, ale Frankové využívajíce své početní převahy ho pokaždé porazili. Když Frankové dosáhli Drávy, byl Ljudevít donucen se stáhnout do centra svého knížectví. Tím otevřel cestu pro severní i jižní proud a franská vojska jeho území obsadila. Za této situace usoudil, že veškerý vojenský odpor je marný a stáhl se do hradu vybudovaného na vrcholu jakéhosi silně opevněného kopce, kde se odmítal vzdát nebo vyjednávat. Jeho bojovníci se skryli v místních lesích a bažinách.
Frankové se nakonec z jeho území stáhli, neboť jejich jednotky začaly být sužovány nemocemi z bažin Drávy. Jediným úspěchem tažení pro Franky bylo, že Slované v Karantánii i v Karniole přišli o svoji nezávislost a byli nuceni uznat správu furlanského hraběte Baldericha.
Na počátku roku 821 zemřel hrabě Borna, po něm nastoupil jeho synovec Vladislav. Císař Ludvík mu už v únoru 821 na říšském sněmu v Cáchách udělil titul vévoda Dalmácie a Liburnie. Na sněmu se také probíraly plány na další válku s Ljudevítem. Ludvík rozhodl pokračovat v tažení v létě 821 a jako v předešlém roce vyslat proti Ljudevítovi vojska ze tří stran, která měla střídavě pustošit protivníkova pole. Ljudevit mezitím dospěl k názoru, že jeho omezené síly mu nedovolují střetnout se s Franky v otevřeném boji, a proto začal mohutně opevňovat své hrady. V tom mu tajně pomohl gradský patriarcha Fortunat, který mu poslal architekty a zedníky ze své diecéze. Jeho zrádná podpora Ljudevíta se však před císařem prozradila a Fortunat byl nucen se zachránit útěkem pod ochranu Byzance nejdříve do Zadaru a později až do Konstantinopole

## Útěk k Srbům
Pustošení Ljudevítova území franskými vojsky v roce 821, která se již nestřetla s větším odporem, vyvolalo v příštím roce hlad mezi Ljudevítovými spojenci a jejich následné odpadnutí. Když se to Ljudevít dozvěděl, uprchl ze svého sídla v Sisaku k Srbům. Azyl mu poskytl nejmenovaný srbský kníže, kterého ale Ljudevít po nějaké době zavraždil a zmocnil se vlády nad jeho hradem.
Poloha sídel těchto Srbů, o kterých jsou zmínky v primárních pramenech, byla středem diskusí historiků už v 19. století. Tadija Smičiklas považoval blíže určit území, kam Ljudevít uprchl, za nemožné, zatímco Vjekoslav Klaić byl názoru, že leželo za řekami Sávou a Bosnou. Podle Ferda Šišiće se výraz ad Sorabos vztahoval k území poblíž sídel dalmátských Chorvatů někde na jihovýchod od Sávy a Vrbasu. Vladimir Ćorović zmínil Ljudevítův útěk k Srbům ale bližšími podrobnostmi se nezabýval. Učebnice "Historie jugoslávského lidu", která vyšla v roce 1953 v nakladatelství Školska knjiga přidala k původnímu příběhu zjevně vymyšlené podrobnosti. Anto Babić nadhodil možnost, zda je v původním textu myšleno území nebo spíše jen nějaká samotná pevnost. Svetislav M. Prvanović se pokoušel spojit Ljudevíta a Gadčany s římským sídlem Guduscum (dnešní Kučevo) ve východním Srbsku, použil ale jen interpretaci jedné čárky v textu rozboru Franja Račkiho a konjektury. Sima Ćirković se domníval najít obecný konsenzus v názoru, že hledané území leželo někde v Bosně, ale bližší určení považoval již za spekulaci. Nada Klaić přišla s domněnkou, že Ljudevít uprchl na území pozdějšího středověkého srbského knížectví u řeky Uny. Relja Novaković prozkoumal záznam franských análů a dospěl k názoru, že zmiňované území se mohlo nacházet někde v blízkosti pohoří Kozara a Grmeč a řek Uny a Kupy. Ivo Goldstein přišel s teorii, že se rozkládalo v Srbsku, ale vymezil se proti dalším nekorektním výkladům, které koneckonců vycházejí z velmi omezených historických pramenů. Radoslav Katičić jeho teorii naopak odmítl a Tibor Živković se k němu připojil. Podle Mladena Ančiće je výraz Dalmatia, který jako starý geografický termín pro události v letech 822 a 833 použil autor Franských análů, jen obrazné označení (pars pro toto) s velmi neurčitým významem, ke kterému skutečnému geografickému celku se vztahovalo. Historik John Van Antwerp Fine vyjádřil názor, že se na tomto území Srbové mohli stěží nacházet, protože byzantské zdroje je zmiňovaly na jihu u mořského pobřeží, ale je možné, že se mezi ostatní kmeny nějakým způsobem dostaly i malé skupiny kmene Srbů. Živković se ve své interpretaci latinských textů z roku 2011 přiklonil k názoru, že informace předávané Frankům jejich agenty v Sisaku a Panonii vytvořily představu existence jakýchsi srbských nároků na části původně římské Dalmácie – podobně jako si Dalmácii nárokovali sami Frankové – ale nikoliv nutně sídel mimo míst jim známých z jiných zdrojů. Podle Nevena Budaka je velice obtížné ona místa v rámci bývalé Dalmácie přesně určit, ale nejpravděpodobněji ležela ve střední nebo východní Bosně.

## Smrt
Ještě z hradu v Srbsku vyslal Ljudevít na franský dvůr vzkaz, že je ochoten se císaři Ludvíkovi podrobit. Vyjednávání ale bylo neúspěšné, proto v roce 823 opět uprchl, tentokrát k Bornově strýci Ljudomyslovi do Dalmácie, kde v té době vládl nový kníže Vladislav, Bornův synovec. Tam ho ještě téhož roku Ljudomysl nechal zrádně zavraždit.